# Wilton's Dok- en Werf Maatschappij
Wilton's Dok- en Werf Maatschappij est une entreprise de construction navale et de réparation navale à Rotterdam, aux Pays-Bas, en activité de 1854 à 1929.
Au début, l'entreprise est simplement connue sous le nom de Wilton. En 1921, le nom final néerlandais devient Wilton's Dok- en Werf Maatschappij NV, l'équivalent de « Wilton Engineering and Slipway Company » en anglais. Wilton commence comme une forge traditionnelle et se développe dans le domaine des machines. L'entreprise se spécialise dans la réparation de navires, mais est également devenue un chantier naval, au début, uniquement pour les navires d'eau douce. En dépit de multiples changements de nom, la société est communément appelée Wilton.
En 1929, elle fusionne avec Fijenoord pour donner naissance à une nouvelle société appelée Wilton-Fijenoord.

## Fondée en tant que forge au centre de Rotterdan
Bartel Wilton père (1828-1898) avait quitté Rotterdam pour travailler sur un chantier naval à Londres. Pendant ce temps, son vieux père vivait dans des conditions humbles près de la maison de campagne du marchand et régent Abram van Rijckevorsel (1790-1864). Van Rijckevorsel et son ami le magnat de la marine marchande Willem Ruys (1837-1901) eurent l'idée d'aider le vieux Wilton, qui ne pouvait plus subvenir à ses besoins. Ils accordèrent un prêt à Bartel Wilton, afin qu'il retourne à Rotterdam et qu'il puisse reprendre une forge de poêles pour subvenir à ses besoins et à ceux de son père.
Le 7 janvier 1854, Bartel Wilton démarre son activité de forgeron de maisons et de poêles sur la rive sud du Baan à Rotterdam. Bartel avait vu le capitalisme moderne à Londres. Il a visité des navires pour obtenir du travail de forgeron, et a investi les bénéfices dans du nouveau personnel et de l'équipement. Après son mariage, sa femme s'occupa des finances et des paiements. En 1856, Bartel fit de la publicité pour ses compétences en électro-galvanisation, en particulier pour les pièces de navires. En 1865, la forge de Wilton commença à utiliser l'énergie à vapeur. La forge de Wilton réussit particulièrement bien dans la réparation de chaudières. En 1875, l'entreprise compte 35 employés et engage J. Rijsdijk comme administrateur .
Lorsque l'entreprise est passée à quelques centaines d'employés, la forge du numéro 156 de Baan a continué d'exister. En 1893, Wilton obtint l'autorisation de l'agrandir sur les parcelles Lerengang 12 et 13. En 1894, une autre autorisation d'agrandissement fut demandée au conseil municipal.

## Sur la Westzeedijk (1876-1904)
En 1876, Wilton obtient un bail de trente ans sur un terrain situé derrière le terrain de parade de la milice de la Westzeedijk. Il mesurait 70 mètres sur 110, était situé sur la Meuse, et fait maintenant clairement partie de Rotterdam. À l'époque, on disait souvent que l'usine se trouvait à "Schoonderloo", un petit village situé juste à l'est de Delfshaven. Au cadastre, le terrain de la Westzeedijk était connu sous le nom de Delfshaven sectie B n° 4507. En somme, une recette pour affirmer que l'usine de la Westzeedijk se trouvait à Schoonderloo, ou même à Delfshaven, alors qu'elle se trouve aujourd'hui à Rotterdam. Dans cette région, un petit port a été construit avec une pente de rive, afin que les navires puissent y être réparés. Bientôt, le centre de gravité de l'entreprise s'est déplacé vers la Westzeedijk.

### Commence à construire des moteurs
Wilton est l'une des nombreuses entreprises qui ont commencé à construire des machines à vapeur et des chaudières dans les années 1870 : Le 16 septembre 1876, le chantier naval van der Kuijl à Slikkerveer lance le remorqueur en fer à hélice Hendrika Wilhelmina pour A. Bos de Alblasserdam. Les machines devaient être fabriquées par Wilton. Le 20 décembre 1877, le chantier naval Wed. C. Boele de Zonen lance le remorqueur à hélice Vooruitgang pour Johan van der Graaf à Kralingen, la machine est fabriquée par Wilton. Le 26 janvier 1878, M. van der Kuyl de Slikkerveer dépose un bateau à passagers en fer à hélice et à vapeur pour Wijnands & Co de Groningen. Wilton construira les machines. Le Burgemeester van Uithuizen est lancé le 24 mai 1878. Van der Kuyl a ensuite immédiatement posé le Volharding 7 pour la Leidsche Stoombootmaatschappij Volharding, également avec des machines de Wilton. Le 9 mai 1881, le chantier naval Gebroeders Pot de Bolnes construit un brise-glace avec des machines et des chaudières Wilton. En 1893, Wilton reçut la commande d'un moteur de 180 ch pour le William Egan & Co III construit par M. van der Kuil de Slikkerveer et construisit également les machines pour les William Egan & Co suivants, dont le nombre allait atteindre 18. En 1895, Wilton construisit les machines de 250 chevaux-vapeur pour le Betsy, le premier chalutier à vapeur néerlandais. En 1896, la société Wilton construisit la machine et les chaudières du sloop de pêche Koningin Wilhelmina.

### Devient un chantier naval
Le 18 juillet 1882, Wilton lance son premier navire. En 1893, le terrain à côté de la cale de halage a été surélevé de 25 000 mètres cubes de terre creusée pour le port de Katendrecht.

### Bartel Wilton Jr. rejoint la société
Le 24 septembre 1889, Bartel Wilton et Bartel Wilton Jr. (1863-1938, également connu sous le nom de "Bart") ont conclu un accord de propriété et d'autorité communes sur la société. Cet accord ne portait pas sur des actes tels que le prêt d'argent ou l'offre de garanties. Pour eux, Bartel Sr. restait la seule autorité.

## Sur le Westkousdijk (1900)
Dans les années 1890, il est devenu évident que le bail de Wilton sur le terrain de la Westzeedijk ne serait pas poursuivi par le conseil municipal. Le terrain serait utilisé pour agrandir la ville et pour creuser le Parkhaven. Wilton avait donc acquis un nouveau terrain près de Delfshaven en 1894. Ce terrain était le Ruigeplaat, un haut-fond situé devant Delshaven, qui avait été creusé pour relier directement Delfshaven à la Meuse. La compagnie a acquis le Ruigeplaat pour 375 000 florins. Sur la partie ouest de ce haut-fond, un nouveau terrain a été aménagé pour la compagnie. Il a reçu l'adresse Westkousdijk.

### Entreprise publiqueMachinefabriek voorheen onder de firma B. Wilton
Le déménagement à Delfshaven serait combiné avec des projets plus importants. Le 14 février 1895, la société privée est transformée en une société anonyme au capital de 300 000 florins. Bartel Sr. obtient 296 actions et Bartel Jr. seulement trois. Pour ces actions, ils ont apporté leur propriété de la société. Henry Wilton n'a reçu qu'une seule action, qu'il a payée en liquide. La nouvelle société a reçu le nom de Machinefabriek voorheen onder de firma B. Wilton. Le statut de société anonyme a permis de conserver les bénéfices de la société et de lever des capitaux. Le 4 mars 1895, les fils Bart et John Henry Wilton reprennent la part de leur père dans l'entreprise. Bart était un homme d'affaires, et John Henry un technicien qui avait suivi une formation de constructeur naval à Delft. Bartel Jr. a opté pour une stratégie d'expansion afin de profiter de l'énorme croissance du port de Rotterdam à la suite de l'achèvement de la Nieuwe Waterweg et à l'expansion économique de l'Allemagne. Dans sa vision, il faut rester en avance sur la concurrence en disposant du meilleur équipement technique sur le lieu le plus économique (le Westkousdijk). Bart aurait raison dans son évaluation.

### Installations sur le Westkousdijk
Le 3 septembre 1898, quelques semaines avant sa mort, le père Bartel Wilton posa la première pierre d'une nouvelle grande usine pour la construction de chaudières. En 1902, une centrale électrique fut construite. Le nouveau complexe comprenait également un talus de rive et une fonderie de fer. En 1904, toute la société est concentrée à Delfshaven. Le joyau de la couronne est une nouvelle cale sèche flottante lancée en 1907 par Swan Hunter and Wighan Richardson. Elle avait une capacité de levage de 7 500 tonnes et mesurait 130 mètres (424 pieds)  de long. Elle comportait trois compartiments indépendants séparés, qui pouvaient être désaccouplés lorsque la cale sèche elle-même devait accoster. Ses pompes étaient alimentées par de l'électricité provenant de la terre ferme.
L'effet de la cale sèche a été énorme. Le total des salaires versés par Wilton en 1904 s'élevait à 594 237 florins. En 1913, il s'élevait à 1 819 795 florins, soit trois fois plus en moins de dix ans. Le tonnage des navires que Wilton a réparés a connu une expansion encore plus extrême. Sur la cale de halage, il a augmenté lentement, mais en cale sèche, il a explosé pour atteindre plus de dix fois le tonnage de la cale de halage. En 1911, un accord avec la Nederlandsche Fabriek van Werktuigen en spoorwegmaterieel, plus tard nommée Werkspoor, a abouti à une licence pour produire des moteurs diesel pour les navires. En septembre 1911, un second dock flottant construit par Swan Hunter est arrivé. Mesurant 111 mètres (365 pieds) sur 24 mètres (81 pieds), il était un peu plus petit et soulevait 4 200 tonnes.
|       | Cale sèche | Cale sèche | Slipway | Slipway  |
| Année | Navires    | Tonneaux   | Navires | Tonneaux |
| ----- | ---------- | ---------- | ------- | -------- |
| 1907  | 55         | 179 956    | 95      | 121 604  |
| 1909  | 198        | 658 405    | 99      | 106 718  |
| 1911  | 313        | 1 050 716  | 146     | 173 630  |
| 1913  | 490        | 1 644 810  | 114     | 144 423  |

Le Wilhelminadok était un dock flottant d'une capacité de levage de 13 000 à 14 000 tonnes. Il a été lancé en 1915 par le NSM depuis une cale de halage spéciale à Schellingwoude, juste à la sortie des Oranjesluizen, car il était trop large pour le canal de la mer du Nord. Il a été construit en trois sections qui pouvaient être jointes, les sections extérieures ayant une extrémité pointue. Il était équipé de trois pompes principales de 90 ch et de trois autres de 35 ch. La charpente (en néerlandais: Spantwerk) avait été réalisée par Werkspoor. Le 9 septembre, quatre remorqueurs ont commencé à transporter le quai à Rotterdam en passant par le Zuiderzee et la mer du Nord. Des drapeaux avaient été peints sur les côtés pour indiquer la nationalité aux sous-marins. Plus tard dans le mois, le SS Insulinde fut le premier navire à utiliser le quai.

### Première Guerre mondiale
La Première Guerre mondiale a commencé avec quelques bonnes années pour la navigation néerlandaise. Wilton a également profité d'une demande accrue de réparation navale causée par les mines et les torpilles. En janvier 1916, la compagnie a été frappée par une mesure du gouvernement allemand. Elle interdit l'exportation de plusieurs types de fer, annulant ainsi les contrats existants. De nouveaux contrats ne pouvaient être conclus qu'à des prix beaucoup plus élevés.

## A Schiedam (1916)

### Acquisition d'un terrain à Schiedam
Pendant la guerre, la société a examiné les options pour l'après-guerre. La société pourrait faire un choix stratégique pour la construction navale, préconisé par son frère cadet Ir. Henry Wilton. Une autre stratégie consistait à continuer à se concentrer sur la réparation navale. Cette dernière option nécessitait probablement des investissements pour amarrer des navires de 20 000 tonnes. Bartel Jr. a opté pour la stratégie de la réparation navale. Cette stratégie a conduit au déménagement à Schiedam[35], avec l'ambition de pouvoir réparer les plus grands paquebots. Ce dernier était soutenu par la Holland America Line, qui prévoyait d'employer de très gros navires dans un avenir proche, et cherchait une installation d'accostage. En 1916, un terrain de 56 hectares fut acheté à Schiedam. En 1917, la construction d'un port sur le terrain commença, mais la société ne déménagea sur le nouveau terrain qu'après la guerre.

### Stratégie d'expansion
En 1919, la stratégie de l'entreprise a encore été élargie. L'idée était de pouvoir réparer et construire les plus grands navires à flot. La société allait construire une double cale sèche fixe pour la construction de très grands navires, la première du genre aux Pays-Bas. Sa taille permettrait la construction simultanée de deux navires de 200 m, soit 8 navires de 100 m chacun. Si cette nouvelle méthode de construction s'avérait efficace, une autre cale sèche fixe serait construite pour la construction de navires de 300 m. Une énorme cale sèche flottante de 40 000 tonnes compléterait le tableau. Pour Bartel Jr., l'expansion dans la construction navale allait trop loin, et en 1920, il démissionna de son poste de direction .

### Installations à Schiedam
L'ambition d'avoir une énorme cale sèche flottante a été réalisée en achetant le dock flottant que Blohm + Voss avait commencé à construire pour la marine austro-hongroise. Il a été acheté en 1919, mais c'est en juillet 1920 qu'il est arrivé à Schiedam. Il mesurait 211,8 m de long, 51,2 m de large et 16 m de haut. De juillet à avril 1921, Wilton a travaillé à l'achèvement de cette cale sèche flottante, dépensant 400 000 florins supplémentaires. En avril 1921, le dock fut mis en service lorsqu'il reçut le SS Rotterdam (1908) de 36 870 t de déplacement, le plus grand navire néerlandais. Plusieurs ministres du gouvernement et autres dignitaires se sont rendus à Wilton pour l'occasion. Ce fut l'un des moments décisifs de l'histoire de Wilton .
La cale sèche de construction fixe a également été achevée en 1921. Une telle cale sèche de construction était une nouveauté. Elle n'était pas aussi profonde qu'une cale sèche fixe ordinaire, car les nouveaux navires avaient un tirant d'eau plus faible. Deux avantages pour le chantier naval provenaient de la construction sur une surface horizontale. Cela facilitait grandement le placement vertical des échasses et permettait de réduire considérablement le coût du déplacement vertical des hommes et des matériaux de construction. Un troisième avantage était la réduction du coût de mise à l'eau d'un navire. L'immense entrepôt (Scheepsloods) sur le nouveau terrain était en béton armé. Avec ses 165 m sur 130 m, il était censé être le plus grand de son genre en Europe en ce qui concerne la surface totale ainsi que la surface couverte par ses arcs de béton.

### Devient la Dok- en Werf Maatschappij N.V. de Wilton.

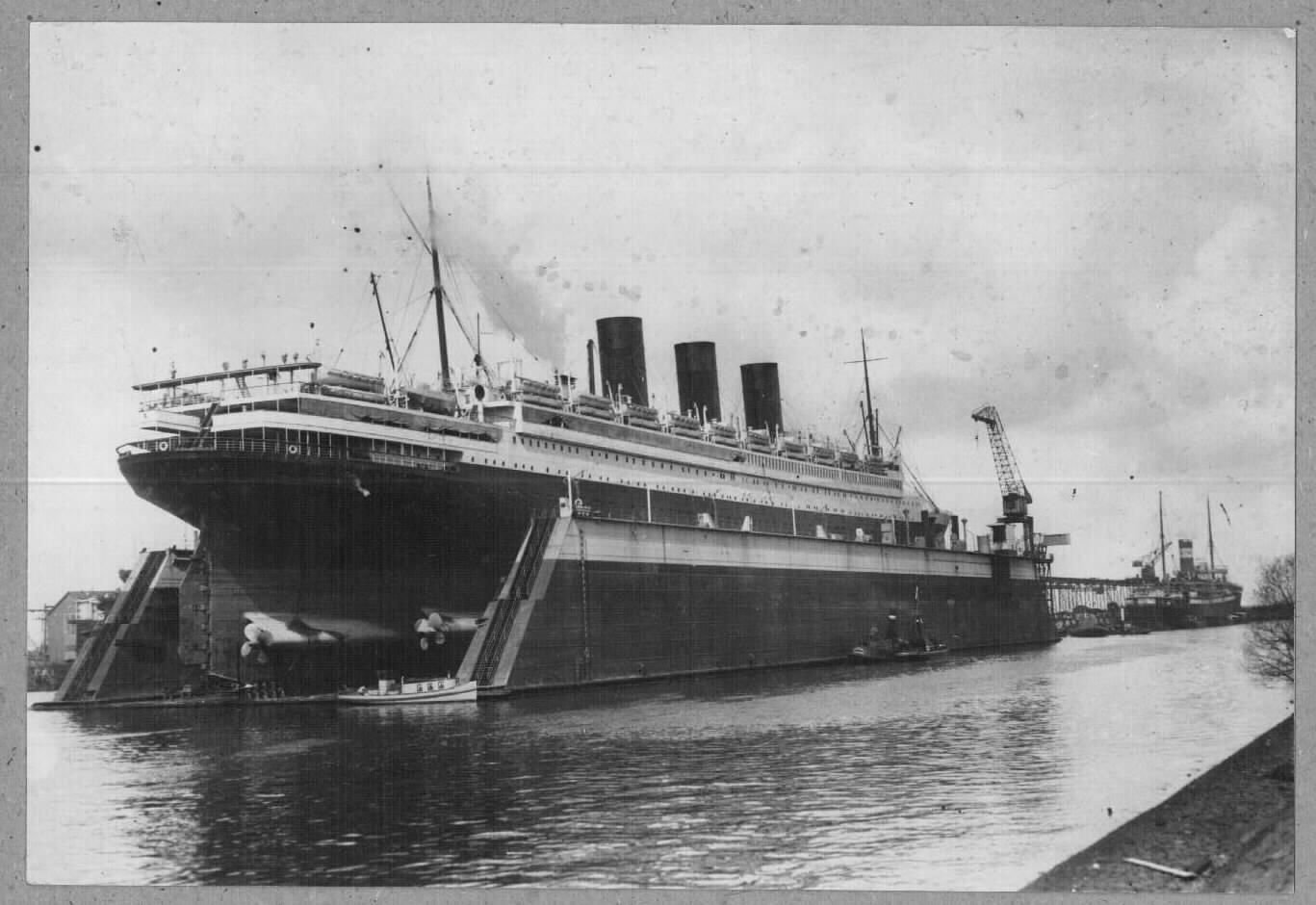
SS Paris dans le bassin de 46 000 tonnes à Schiedam en 1926

En 1921, il y a également eu une réorganisation financière. Une nouvelle société publique appelée Wilton's Dok- en Werf Maatschappij N.V. a été fondée. Elle a acquis toutes les actions de Wilton's Machinefabriek en Scheepswerf, et a émis à son tour des actions pour 25 000 000 florins. La HAL s'est impliquée dans la société en convertissant un prêt en actions.
La période 1918-1929 a été en général rentable pour la société, à l'exception d'un léger ralentissement en 1921 et 1922. De 1920 à 1928, le nombre de navires en cale sèche est passé de 331 à 486 tandis que le tonnage passait de 1 346 896 à 2 506 609 tonneaux. Le conseil d'administration de la société avait l'ambition de porter les activités de construction de navires et de moteurs de la société au même niveau que celles de la réparation navale, mais ce n'était pas si simple. Dans le domaine de la réparation navale, l'excellent emplacement, les installations, la réputation et les compétences de ses employés ont permis à l'entreprise de devancer la concurrence étrangère et de réaliser de bonnes marges. Dans la construction navale, la concurrence était beaucoup plus féroce.
En octobre 1925, un journal écrivit que, dans la pratique, le chantier de Schiedam n'était pas encore utilisé, et le qualifia de monument pour les investissements insensés des profiteurs de la guerre. En effet, en 1924, Wilton avait reçu une première commande importante du département de la marine pour le HNLMS Soemba, et en 1925, quatre navires avaient été mis en chantier pour le KPM, mais c'était bien en dessous de la capacité du site. En 1926, le SS Paris de 34 570 tonneaux, long de 233 m, accostait à Schiedam. En 1927, un autre grand paquebot arriva à Schiedam. Il s'agit du SS Statendam de 28 291 tonneaux. Il avait été commandé par le HAL à Harland and Wolff en 1919. En 1922, la construction avait été arrêtée, et la coque inachevée avait été lancée en 1924. Le HAL décida alors de le faire terminer à Schiedam, où il arriva en 1927.

## Fusion avec Fijenoord
L'achèvement de la Statendam a en quelque sorte achevé la transformation de l'entreprise, qui a commencé à ressembler beaucoup à son concurrent, Fijenoord. Néanmoins, Wilton avait toujours un avantage dans la réparation navale, et Fijenoord était toujours en avance dans la construction navale, en particulier pour la marine. L'idée d'une fusion pour combiner ces forces a commencé dès 1927. En 1929, les pourparlers ont abouti à un accord de fusion financière entre les entreprises. Les actions de Wilton et les actions de Fijenoord ont été échangées contre des actions d'une nouvelle société unie : Dok- en Werf-Maatschappij Wilton-Fijenoord. Le rapport entre la valeur de Wilton et celle de Fijenoord était de 15,5 pour 3. Cela indiquait clairement que Wilton avait dépassé l'ancien Fijenoord.

## Le "Rotterdamsche Sleepdienst"
La ligne Blauwe Ster (Blue Star) était une ligne maritime et un service de remorquage entre Rotterdam et Amsterdam. En avril 1875, elle employait le navire Marie du capitaine J.H. van Vliet. En 1876, elle disposait de 8 kraakschepen, et deux autres étaient en construction[48]. En 1879, il semble qu'il y ait eu un service quotidien entre les villes. En mars 1884, le Blauwe Ster disposait de 6 remorqueurs et de 18 "kraakschepen" qui pouvaient également servir de allèges. L'un des allèges s'appelait Helena. Début janvier 1887, le remorqueur Paul a brisé la glace qui bloquait les voies navigables de l'Amstel, Hollandse IJssel de Rotterdam à Amsterdam. Le Henri a été suivi par 6 allèges. Les remorqueurs Jacob et IJsploeg du Blauwe Ster ont également participé au maintien des voies navigables ouvertes. Ils ont tous utilisé une proue amovible pour briser la glace. On ne savait pas très bien comment la ligne allait amortir le coût de ces opérations. En février 1891, la compagnie attendit qu'un groupe de sociétés trouve assez d'argent pour payer ses services de brise-glace. En mai 1893, le Blauwe Ster décida de mettre fin à ses activités.
En mars 1894, la société publique Rotterdamsche Sleepdienst (services de remorquage de Rotterdam) a été fondée. Les fondateurs étaient Bartel Wilton Sr., ses fils Bartel Wilton Jr. et John Henry Wilton, et la Wilton Engineering and Slipway Company, connue à l'époque sous le nom de Firma B. Wilton. Les membres de la famille déposèrent chacun 1 000 florins pour une action. La société a pris 42 actions et les a payées en faisant venir six remorqueurs, les Paul, Henry, Hugo, Max, James III et Willem.

## Quelques navires construits
| Navire                    | Type                     | Lancé                         | Longueur | Maître-bau | Tirant d'eau | Puissance               | Notes |
| ------------------------- | ------------------------ | ----------------------------- | -------- | ---------- | ------------ | ----------------------- | --- |
| Jacob                     | Remorqueur à hélice      | 18 juillet 1882               |          |            |              | 80 ihp                  | Premier navire construit par Wilton. Il a été construit pour le service de remorquage de Blauwe Ster entre Amsterdam et Rotterdam. |
| Bartel                    | Remorqueur à hélice      | (Juillet 1882) 26 avril 1883. |          |            |              | 100 ihp                 | Construit pour le service de remorquage du Blauwe Ster entre Amsterdam et Rotterdam.                                               |
| Fiat Voluntas I           | Remorqueur à hélice      | 1884                          | 29,38    | 5,55       | 2,00         | 330 ihp                 | Délivré en octobre 1884. |
| Stad Arnhem               | Remorqueur à hélice      | 14 mars 1885                  |          |            |              |                         | Construit pour Geldersche Stoomsleepbootmaatschappij.                                                                              |
| Union                     | Remorqueur à hélice      | (Mars 1885) 24 juin 1885      |          |            |              |                         | Navire-jumeau de Fiat Voluntas construit pour J. Visscher de Schiedam                                                              |
| Inconnu                   | Remorqueur à hélice      | Mars 1885                     |          |            |              |                         | Navire-jumeau de Fiat Voluntas construit pour P.W. Hulsman de Rotterdam                                                            |
| Inconnu                   | Remorqueur à hélice      | 7 novembre 1885               |          |            |              |                         | Construit pour le port de Bologne.                                                                                                 |
| Ideal                     | Remorqueur à hélice      | 22 septembre 1886             |          |            |              |                         | Construit pour Stenz & Brückwilder de Mainz.                                                                                       |
| Flore                     | Remorqueur à hélice      | Août 1887                     |          |            |              |                         | Construit pour Jules Driane & Code Maaseik.                                                                                        |
| Victoria                  | Remorqueur à hélice      | 10 mars 1888                  |          |            |              |                         | Construit pour Otterbeck, Becker & Kiefer de Duisburg.                                                                             |
| Indusrtrie XXIV           | Cargo fluvial à hélice   | 10 mars 1888                  |          |            |              | 380 ihp                 | Construit pour Oberrheinsiche Schiffahrt-Gesellschaft te Keulen                                                                    |
| Fiat Voluntas II          | Remorqueur à hélice      | 25 août 1888                  |          |            |              | 100 ihp                 | Construit pour W. van Driel de Opijnen.                                                                                            |
| Eugénie                   | Remorqueur à hélice      | 4 juin 1891                   |          |            |              | 300 ihp                 | Construit pour H. Braakman & Company de Rotterdam pour le transport de marchandises de Rotterdam vers Antwerpen.                   |
| Admiraal Nelson           | Remorqueur à hélice      | 19 septembre 1891             |          |            |              |                         | Construit pour H. Hasselo de Dordrecht.                                                                                            |
| Anna                      | Navire à hélice          | (9 février 1892) 30 July 1892 |          |            |              | 550 ihp triple compound | Construit pour Jos de Poorter et son transport de minerai de fer sur le Rhin.                                                      |
| Inconnu                   | Remorqueur à hélice      | 1893                          |          |            |              | 300 ihp                 | Construit pour le remorquage sur le Rhin                                                                                           |
| Inconnu                   | Remorqueur à hélice      | 1893                          |          |            |              | 300 ihp                 | Construit pour le remorquage sur le Rhin                                                                                           |
| Inconnu                   | Remorqueur à hélice      | 1893                          |          |            |              | 150 ihp                 | Construit pour le remorquage sur le Rhin                                                                                           |
| Inconnu                   | Cargo à hélice           | 1893                          |          |            |              | 500 ihp                 | Navire avec 2 hélices |
| Inconnu                   | Navire à hélice          | 1893                          |          |            |              | 500 ihp                 | Navire avec 2 hélices |
| Keuchenius                | Remorqueur à hélice      | 2 février 1896                |          |            |              | 125 ihp                 | Construit pour J.L. van der Boom de Rotterdam.                                                                                     |
| Rupel                     | Remorqueur à hélice      | 1898                          |          |            |              | 120 ihp                 | Construit pour Th. van Houteghem de Rupelmonde                                                                                     |
| Maria Philomena           | Remorqueur à hélice      | 1898                          |          |            |              | 600 ihp                 | Construit pour F. Giessen de Rotterdam                                                                                             |
| Swift                     | Remorqueur à hélice      | 1898                          |          |            |              | 150 ihp                 | Construit pour Ch. Gillard de Liège                                                                                                |
| Fram                      | Remorqueur à hélice      | 1898                          | 21 m     | 5 m        |              | 165 ihp                 | Construit pour L.G. Vuijk de Rotterdam                                                                                             |
| Fred Gosselberg van Baden | Navire à passagers       | 1898                          |          |            |              | 120 ihp                 | Construit pour Carl Annheiters Erben de Ludwigshafen                                                                               |
| Sneek III                 | Cargo                    | 1898                          |          |            |              | 60 ihp                  | Construit pour Firma E.S. & C. Sint Martin de Rotterdam                                                                            |
| Louisa                    | Cargo                    | 1898                          |          |            |              | 90 ihp                  | Construit pour Bank & Handelsvereninging voorheen P.J. Bergen de Venlo Capacity 80 last.                                           |
| Herman Unger II           | Remorqueur à hélice      | 1898                          |          |            |              | 750 ihp                 | Construit pour Herman Unger Ruhrort.                                                                                               |
| Inconnu                   | Remorqueur à hélice      | 1898                          |          |            |              | 150 ihp                 | Construit pour De la Ruye Tiellin de Gent                                                                                          |
| Inconnu                   | Remorqueur à hélice      | 1898                          |          |            |              | 140 ihp                 | Construit pour M.J. Reynvaan de Utrecht                                                                                            |
| Swift II                  | Remorqueur à hélice      | 1898                          |          |            |              | 200 ihp                 | Construit pour Ch. Gillard de Liège                                                                                                |
| 2 inconnus                | Remorqueur à hélice      | 1898                          |          |            |              | 90 ihp                  | Construit pour G. de Rycker de Brugge                                                                                              |
| Inconnu                   | Remorqueur à hélice      | 1898                          |          |            |              | 360 ihp                 | Construit pour Kleijmans en Hoogerwerff de Rotterdam                                                                               |
| Inconnu                   | Remorqueur à hélice      | 1898                          |          |            |              | 50 ihp                  | Construit pour Noord-Afrikaanse Handels Vennootschap de Rotterdam                                                                  |
| Inconnu                   | Navire à hélice          | 1898                          |          |            |              | 400 ihp                 | Construit pour J.H. Koenigsfeld de Rotterdam                                                                                       |
| Inconnu                   | Navire à hélice          | 1899                          |          |            |              |                         | Construit pour E.S. & C. Sint Martin de Rotterdam.                                                                                 |
| Inconnu                   | Navire à hélice          | 1899                          |          |            |              |                         | Construit pour De la Ruye de Merelbeke.                                                                                            |
| Inconnu                   | Navire à hélice          | 1899                          |          |            |              |                         | Construit pour Rijkswaterstaat. |
| Inconnu                   | Remorqueur à hélice      | 1899                          |          |            |              |                         | Construit pour W. van Driel de Rotterdam.                                                                                          |
| Inconnu                   | Remorqueur à hélice      | 1899                          |          |            |              |                         | Construit pour Johan Otten & Zoon de Rotterdam.                                                                                    |
| Cosmopoliet               | Marie-salope             | 1903                          |          |            |              |                         | [ 72 ] |
| Vlaanderen                | 'Bakkenzuiger'           | 1903                          |          |            |              |                         | [ 72 ] |
| 2 inconnus                | Chalutiers à vapeur      | 1903                          |          |            |              |                         | [ 72 ] |
| HNLMS Soemba              | Canonnière Classe Flores | 24 août 1925                  | 75,6 m   | 11,5 m     | 3,6 m        | 2 000 shp               | Première commande significative de la Marine néerlandaise                                                                          |
| Van Goens                 | Passagers-fret           | 19 décembre 1925              | 230 feet | 38 feet    | 12' 6"       | 775 ihp                 | Construit pour Koninklijke Paketvaart-Maatschappij, machines par Stork, premier des 4 navires identiques                           |
| Van Diemen                | Passagers-fret           | 19 décembre 1925              | 230 feet | 38 feet    | 12' 6"       | 775 ihp                 | Construit pour Koninklijke Paketvaart-Maatschappij, machines par Stork                                                             |
| Speelman                  | Passagers-fret           | 20 mars 1926                  | 230 feet | 38 feet    | 12' 6"       | 775 ihp                 | Construit pour Koninklijke Paketvaart-Maatschappij, machines par Stork                                                             |
| Duymaer van Twist         | Passagers-fret           | 20 mars 1926                  | 230 feet | 38 feet    | 12' 6"       | 775 ihp                 | Construit pour Koninklijke Paketvaart-Maatschappij, machines par Stork. Dernier des 4 navires.                                     |

### Sources
- (nl) Lintsen, H.W. (1993), Geschiedenis van de techniek in Nederland. De wording van een moderne samenleving 1800-1890. Deel IV
- (nl) Lintsen, H.W. (1994), Geschiedenis van de techniek in Nederland. De wording van een moderne samenleving 1800-1890. Deel V
- (nl) Westerman, M. (1829), De Nederlandsche Hermes, Tijdschrift voor Koophandel, Zeevaart en Nijverheid (vierde jaargang n1)
- (nl) Nationaal Archief (1966), INVENTARIS VAN HET ARCHIEF VAN WILTON FIJENOORD
- (nl) West, van, S. (1954), "1 April 1977 Jubileumnummer", Wilton Fijenoord Nieuws
- (nl) Cleef, van, H.M.F. (1858), Het IJzeren schip